# NGC 3705
NGC 3705 (również PGC 35440 lub UGC 6498) – galaktyka spiralna z poprzeczką (SBab), znajdująca się w gwiazdozbiorze Lwa. Odkrył ją William Herschel 18 stycznia 1784 roku.